# Hoplitis parnesica
Hoplitis parnesica is een vliesvleugelig insect uit de familie Megachilidae. De wetenschappelijke naam van de soort is voor het eerst geldig gepubliceerd in 1958 door Mavromoustakis.